# Sierżant Policji
Sierżant Policji (sierż.) –  najniższy stopień podoficerski w Policji. Niższym stopniem jest starszy posterunkowy, a wyższym jest starszy sierżant. Na stopień ten mianuje komendant wojewódzki Policji. Nadanie wyższego stopnia nie może nastąpić wcześniej niż po przesłużeniu w stopniu sierżanta dwóch lat. Odpowiednik w wojsku stopnia kaprala, starszego kaprala, plutonowego, starszego plutonowego, sierżanta oraz sekcyjnego, starszego sekcyjnego, młodszego ogniomistrza w Państwowej Straży Pożarnej.